# کریستینا شنکیه‌ویچ
کریستینا والریا شِنکیه‌ویچ (لهستانی: Krystyna Waleria Sienkiewicz؛ ‏ ۱۴ فوریهٔ ۱۹۳۵ – ۱۲ فوریهٔ ۲۰۱۷) بازیگر و خواننده اهل لهستان بود. وی بین سال‌های ۱۹۵۵ تا ۲۰۱۷ میلادی فعالیت می‌کرد.
از فیلم‌ها یا مجموعه‌های تلویزیونی که وی در آن‌ها نقش داشته‌است، می‌توان به ورای تخت جراحی، مرشد و مارگاریتا، در خوشی و سختی، پزشکان و فندق‌شکن اشاره نمود.
وی همچنین برندهٔ جوایزی همچون گلوریا آرتیس شده‌است.